# Benjamin Boukpeti

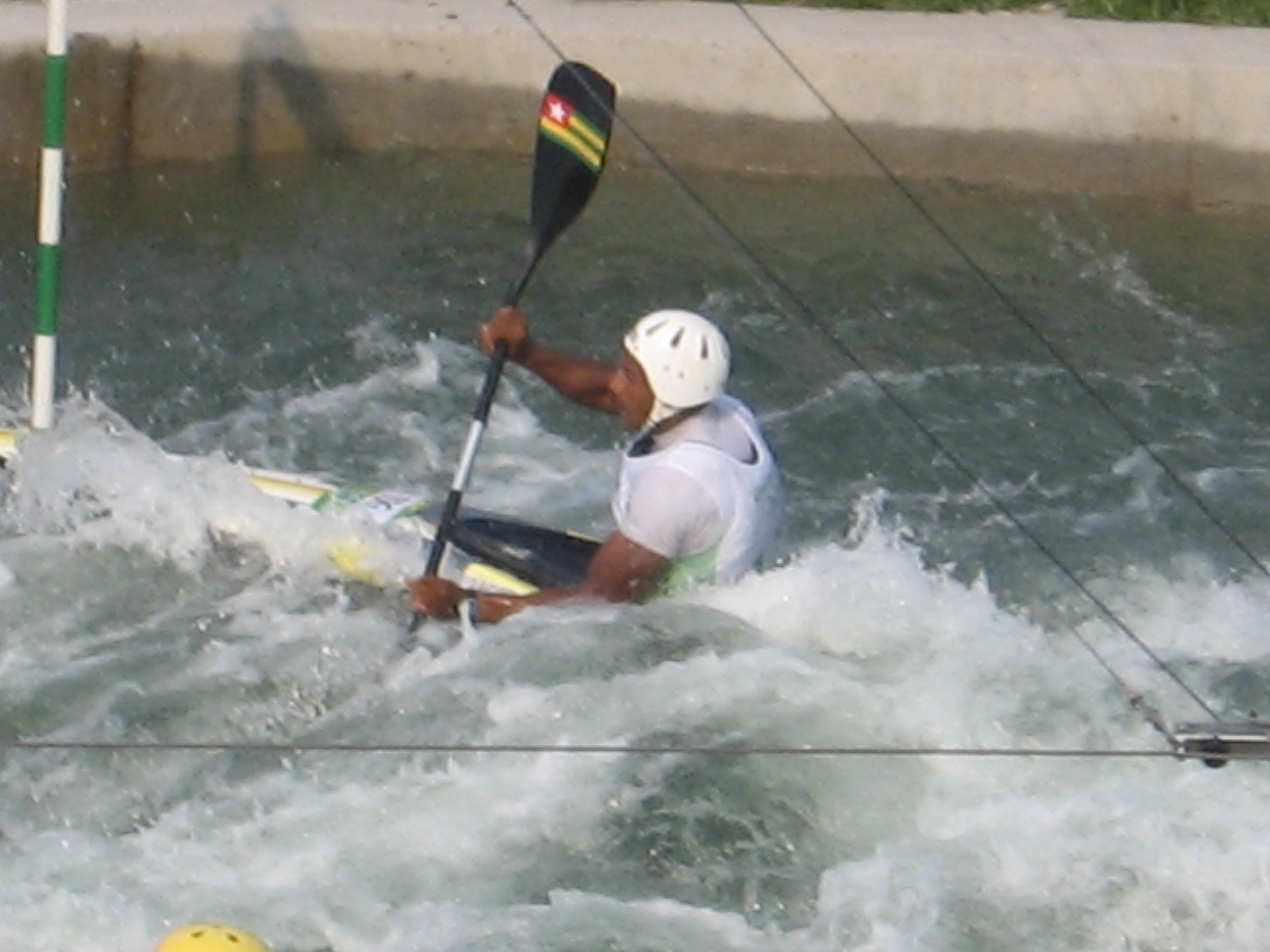

Benjamin Kudjow Thomas Boukpeti, född 4 augusti 1981, i Lagny-sur-Marne i Frankrike är en togolesisk kanotslalomåkare, som har tävlat professionellt sedan början av 2000-talet. I de två olympiska sommarspel han har deltagit, har han tagit brons i ett, i form av ett K-1-brons vid olympiska sommarspelen 2008 i Peking. Bronset var den första medaljen i ett olympiskt spel för Togo. Han är 1,75 m lång och väger 73 kg.